# Millery (Côte-d'Or)
Millery é uma comuna francesa na região administrativa da Borgonha-Franco-Condado, no departamento de Côte-d'Or. Estende-se por uma área de 21,5 km². Em 2010 a comuna tinha 407 habitantes (densidade: 18,9 hab./km²).